# 蘇菲·格雷

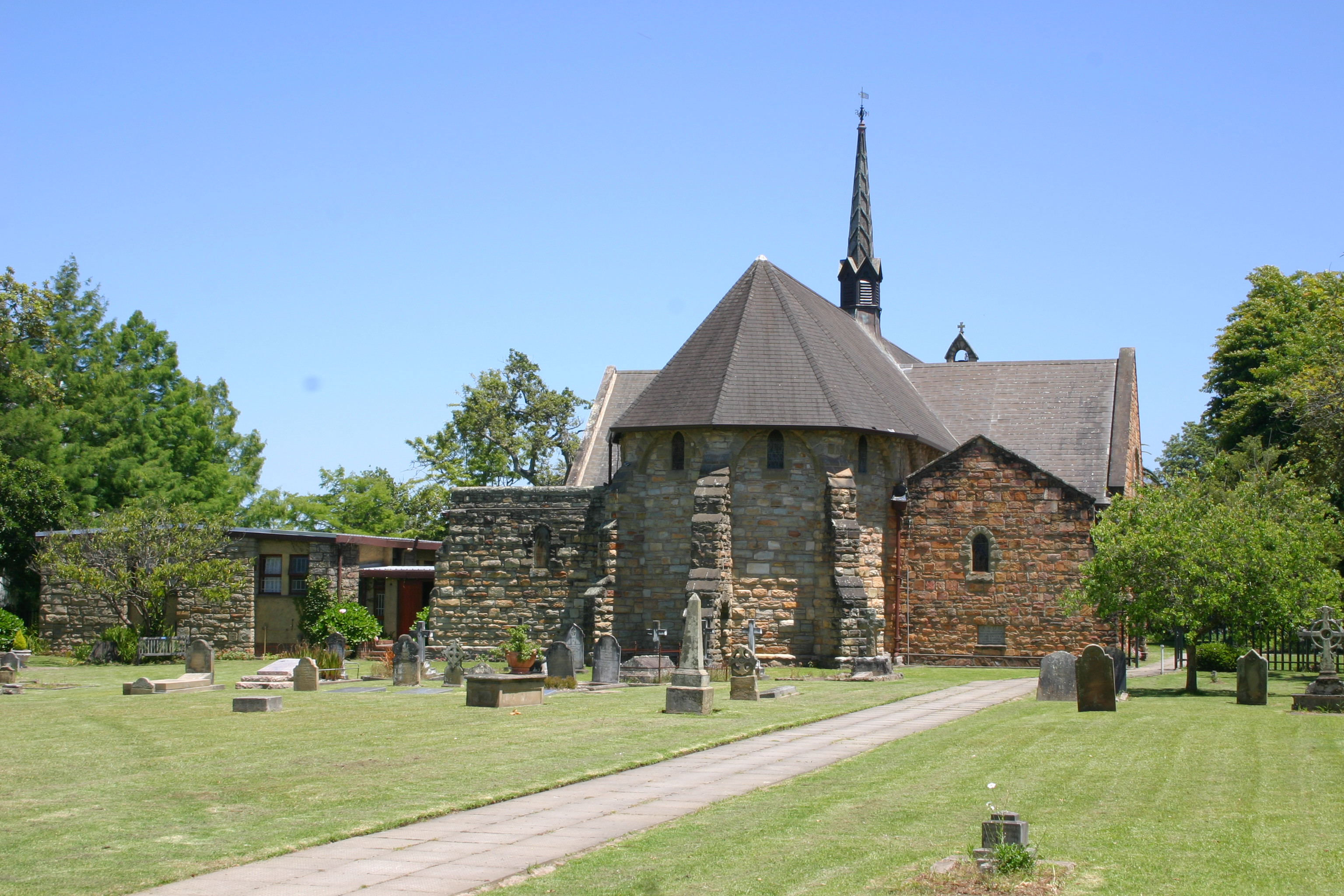
格雷設計的聖馬可聖公會大教堂，位於南非西開普省的喬治市。

蘇菲·格雷（Sophy Gray 或 Sophia Gray，1814 年 1 月 5 日 – 1871 年 4 月 27 日）的一生多采多姿，她不僅是開普敦主教羅伯特·格雷 (Robert Gray) 的妻子，還是一位教區署理、藝術家、建築師、女騎師。她出生於約克郡的伊辛頓，是達蘭 (Durham) 和約克郡鄉紳理查·沃頓·密道頓的第五個女兒。她在 1871 年 4 月 27 日於開普敦郊區「主教庭」 (Bishopscourt) 過世，葬在克雷蒙爾 (Claremont) 聖救世主教堂的墓園內。作家 E. Hermitage Day 在 1930 年寫下的一段話是這麼描寫她的：「（羅伯特·格雷）忠實的旅伴、不知何謂疲累的書記和出納、傑出的教堂設計師，並為他在主教庭的家庭生活帶來光明和安樂。」

## 英格蘭
蘇菲有兩個姊妹，家境優裕，在北來丁 (North Riding) 和達蘭兩地都置有產業。她們自小遍覽群籍，並嫻熟馬術，這些愛好促長了她們和年輕的羅伯特·格雷之間的友誼。蘇菲與羅伯特·格雷在訂婚六個月後，於 1836 年結婚，當時羅伯特還是達蘭惠特沃斯教區的教區牧師。蜜月期間，蘇菲和羅伯特騎馬長途旅行，造訪位於兩個郡的家族產業，這趟旅行讓年輕的她對未來的生活有了初步的了解。婚後，他們在老公園 (Old Park) 和惠特沃斯以及斯托克頓 (Stockton) 市區教區過了九年的平靜生活。這份平靜在羅伯特被列入三個新殖民地主教區主教候選名單時有了巨大的轉變。他被指派前往好望角。

## 南非
蘇菲和羅伯特在1847 年啟程前往開普敦。羅伯特的任務是在當地建立新的殖民地教區、提高神職人員人數，並建設新教堂和學校。當時的南非只有十座聖公會教堂。25 年後羅伯特去世時，這個數字已經增加到 63 座。熟悉主教優渥生活水準的格雷一家帶著僕從、家具和一輛主教馬車移居開普敦。
這對夫妻將新居安頓在 Boschheuvel 農場。這座農場的原名是「Wijnberg」，後來更名為「主教廷」(Bishopscourt)。農場的原主是開普敦第一任荷蘭總督贊·范里貝克 (Jan van Riebeek)。這座農場位於桌山的坡地上，不僅水源充足，而且林木繁茂。蘇菲利用那裏舊有的奴隸住所為她的五名子女和鄰里內的孩子辦了一所學校。雖然她並不熱衷社交活動，仍然敞開大門接見不斷登門的教會人員及要員，並管理羅伯特的教區，其範圍包括開普敦、奧蘭治自由邦、納塔爾以及特里斯坦庫涅群島和聖赫勒納島。
蘇菲·格雷還從家鄉帶來教堂建築資料，因應當地條件加以修改調整後，便可以套用於聖公會南非新教區的教堂及學校設計。他們夫婦倆都偏愛當時英國流行的哥德復興式教堂建築（這也是當時的教堂建築及裝飾學者所鼓吹的風格），而不喜歡仿羅馬式風格。話雖如此，蘇菲和她的丈夫都認為教堂建築不應墨守早期英國哥德式建築的窠臼，而應展現出變化及多樣性。
除了建築師的工作之外，她還擔任教會總議會的書記，負責記錄會議和正式儀典。她也保存通信紀錄和教會紀事。她是一名出色的騎師，羅伯特·格雷的長途旅行幾乎都有她隨行（只有兩次除外）。她透過大量水彩及素描展現了個人的藝術天分，這些畫作經常用做她丈夫日記的插圖。說起來，如果少了她的幫助和學養，格雷主教大概無法善盡他的職務。也許是為了表揚她的貢獻，聖喬治大教堂內有一面彩繪玻璃描繪她身穿綠色騎裝、頭戴無邊軟帽的英姿——但實際上，她平時多半戴寬帽簷氈帽、身穿素色騎裝，下身是合身的麂皮馬褲。
開普敦人戴斯蒙德·馬丁 (Desmond Martin) 以格雷夫婦建造的教堂為題撰寫他的博士論文。在羅伯特·格雷擔任主教期間，南非地區建造了 50 多座教堂，其中至少有 40 座是蘇菲設計的。馬丁在 2005 年出版《主教的教堂》(The Bishop's Churches) 一書，書中以他自己的水彩和線條畫重現蘇菲設計的 40 座教堂，包括聖保羅教堂（朗登博斯）、聖救世主教堂（克雷蒙爾）、聖彼得教堂（普利登堡灣）、聖雅各教堂（格拉夫-里內特）和聖猶大教堂（奧次胡恩）。

## 蘇菲·格雷設計的教堂
| 教堂名稱           | 所在城鎮                                   | 年份 | 位置                                              |
| ------------------ | ------------------------------------------ | ---- | ------------------------------------------------- |
| 聖保羅教堂         | 西開普，艾爾斯迪河                         | 1848 | 34°01′38″S 18°44′40″E / 34.027089°S 18.744493°E   |
| 聖雅各教堂         | 格拉夫-里內特                              | 1848 | 32°15′03″S 24°32′12″E / 32.25090°S 24.53671°E     |
| 聖保羅教堂         | 開普敦，朗登博斯                           | 1849 | 33°57′44″S 18°28′09″E / 33.962111°S 18.469283°E   |
| 聖喬治教堂         | 克尼斯納                                   | 1849 | 34°02′07″S 23°03′01″E / 34.03536°S 23.05027°E     |
| 學校教堂           | 西波福                                     | 1849 | 32°20′43″S 22°34′56″E / 32.345383°S 22.582288°E   |
| 基督堂             | 科爾斯伯格                                 | 1849 | 30°43′11″S 25°05′51″E / 30.719813°S 25.097551°E   |
| 聖馬可教堂         | 喬治市                                     | 1849 | 33°57′28″S 22°27′30″E / 33.95771°S 22.45844°E     |
| 聖三一教堂         | 卡利敦                                     | 1850 | 34°13′54″S 19°25′39″E / 34.231650°S 19.427487°E   |
| 聖救世主教堂       | 開普敦，克雷蒙爾                           | 1850 | 33°59′02″S 18°27′54″E / 33.983850°S 18.464919°E   |
| 聖三一教堂         | 克尼斯納，貝爾維迪爾                       | 1851 | 34°02′28″S 22°59′57″E / 34.041186°S 22.999063°E   |
| 聖彼得教堂         | 彼得馬里茨堡                               | 1851 | 29°36′17″S 30°22′34″E / 29.604722°S 30.376111°E   |
| 基督堂             | 瑞倫丹                                     | 1852 | 34°01′20″S 20°26′27″E / 34.022280°S 20.440812°E   |
| 基督堂             | 西波福                                     | 1852 | 32°20′45″S 22°34′57″E / 32.3459194°S 22.5824806°E |
| 聖雅各伯教堂       | 伍斯特                                     | 1852 | 33°38′45″S 19°26′42″E / 33.645867°S 19.444988°E   |
| 聖施洗者約翰教堂   | Louvain 農場，位於赫爾羅德附近的荀貝格附近 | 1853 | 33°48′41″S 22°38′45″E / 33.811265°S 22.645788°E   |
| 諸聖教堂           | 東薩莫賽特                                 | 1854 | 32°43′01″S 25°35′09″E / 32.717056°S 25.585806°E   |
| 聖保羅教堂         | 伊莉莎白港，北區                           | 1854 | 33°56′43″S 25°35′23″E / 33.945341°S 25.589697°E   |
| 聖馬太教堂         | 西開普，里弗斯代爾                         | 1854 | 34°05′34″S 21°15′31″E / 34.092683°S 21.258495°E   |
| 學校教堂           | 莫賽爾灣                                   | 1855 |                                                   |
| 聖安德魯小禮拜堂   | 開普敦，新地                               | 1856 | 33°58′18″S 18°27′16″E / 33.971682°S 18.454575°E   |
| 阿姆斯壯紀念禮拜堂 | 格拉罕鎮，聖安德魯學院                     | 1856 | 33°18′27″S 26°31′07″E / 33.307614°S 26.518481°E   |
| 聖彼得教堂         | 克拉多克                                   | 1857 | 32°10′20″S 25°36′58″E / 32.172248°S 25.616006°E   |
| 聖母瑪利亞教堂     | 開普敦，胡士托                             | 1859 | 33°55′36″S 18°26′47″E / 33.926753°S 18.446460°E   |
| 諸聖教堂           | 布雷達斯多普                               | 1859 | 34°32′06″S 20°02′25″E / 34.535035°S 20.040180°E   |
| 聖安德魯小禮拜堂   | 塞雷斯                                     | 1860 | 33°22′10″S 19°18′39″E / 33.369509°S 19.310847°E   |
| 聖猶大教堂         | 奧次胡恩                                   | 1860 | 33°35′15″S 22°12′11″E / 33.5875861°S 22.2031667°E |
| 康斯坦丁亞小禮拜堂 | 開普敦附近                                 | 1860 |                                                   |
| 諸聖小禮拜堂       | 德班維爾                                   | 1860 | 33°50′05″S 18°38′58″E / 33.834707°S 18.649350°E   |
| 聖瑪莉教堂         | 羅伯特森                                   | 1861 | 33°48′05″S 19°52′56″E / 33.801456°S 19.882262°E   |
| 聖托馬斯傳教站     | 開普敦，朗登博斯                           | 1864 | 33°57′46″S 18°28′37″E / 33.962764°S 18.477080°E   |
| 聖約翰教堂         | 克蘭威廉                                   | 1864 | 32°10′44″S 18°53′34″E / 32.1788861°S 18.8928611°E |
| 聖馬可小禮拜堂     | 開普敦，第六區                             | 1865 |                                                   |
| 聖派翠克教堂       | 夸祖魯-納塔爾，烏姆津托                    | 1868 | 30°18′37″S 30°39′53″E / 30.310278°S 30.664608°E   |
| 聖奧古斯丁小禮拜堂 | 弗雷澤保                                   | 1869 | 31°55′00″S 21°30′47″E / 31.916598°S 21.513118°E   |
| 聖路加傳道會教堂   | 瑞倫丹                                     | 1869 | 34°01′13″S 20°26′40″E / 34.020183°S 20.444433°E   |
| 聖約翰教堂         | 西維多利亞                                 | 1869 | 31°24′13″S 23°06′45″E / 31.403668°S 23.112632°E   |
| 諸聖教堂           | 尤寧代爾                                   | 1869 | 33°39′22″S 23°07′42″E / 33.656098°S 23.128386°E   |
| 聖米爾德里德教堂   | 蒙塔古                                     | 1870 | 33°47′13″S 20°07′02″E / 33.787002°S 20.117102°E   |
| 聖彼得教堂         | 普利登堡灣                                 | 1879 | 34°03′16″S 23°22′29″E / 34.054481°S 23.374638°E   |
| 聖馬太教堂         | 威洛莫爾                                   | 1880 | 33°17′44″S 23°29′20″E / 33.295498°S 23.488919°E   |

## 圖片集

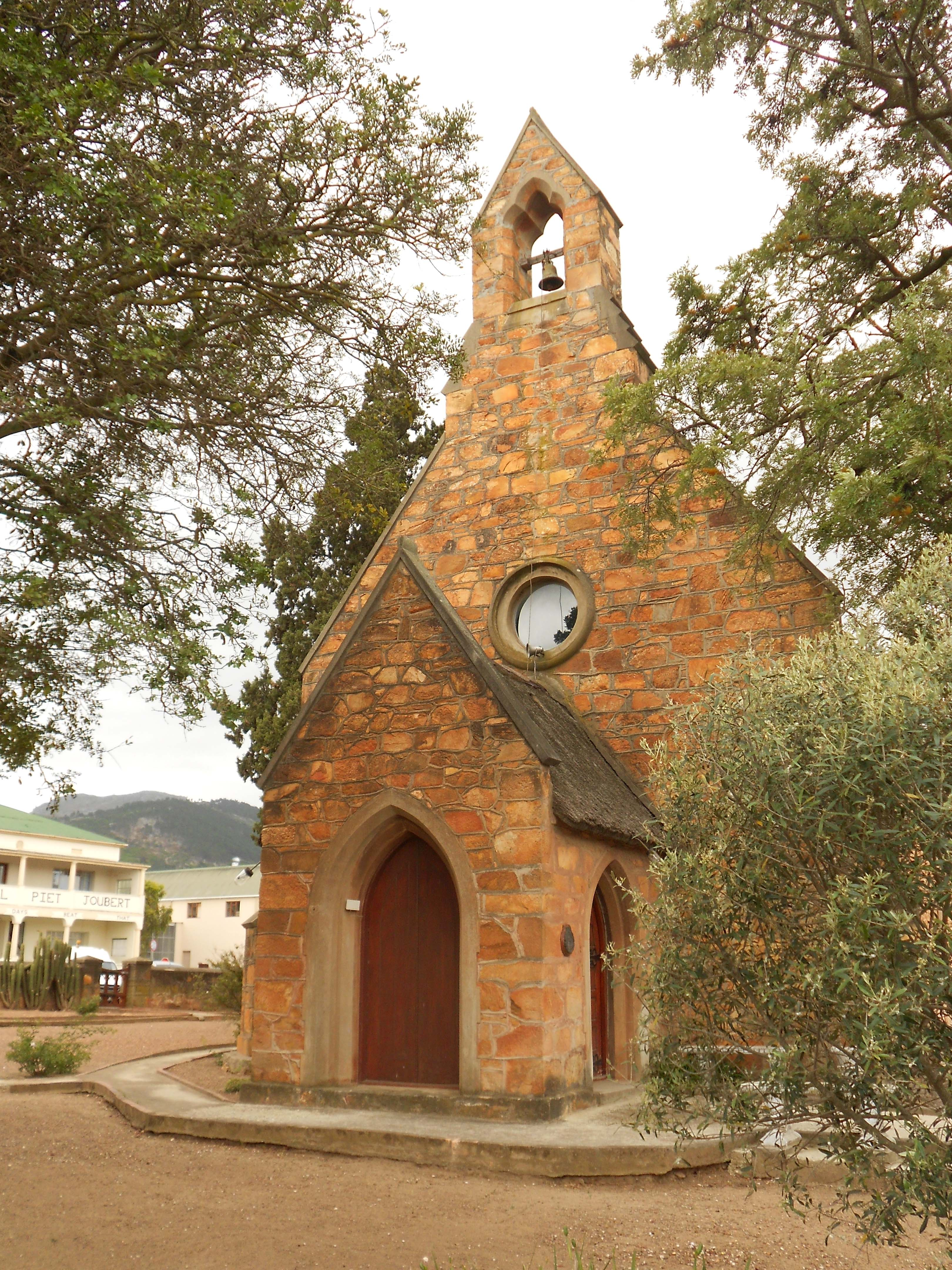
卡利敦 (Caledon)，聖三一教堂（1850 年）
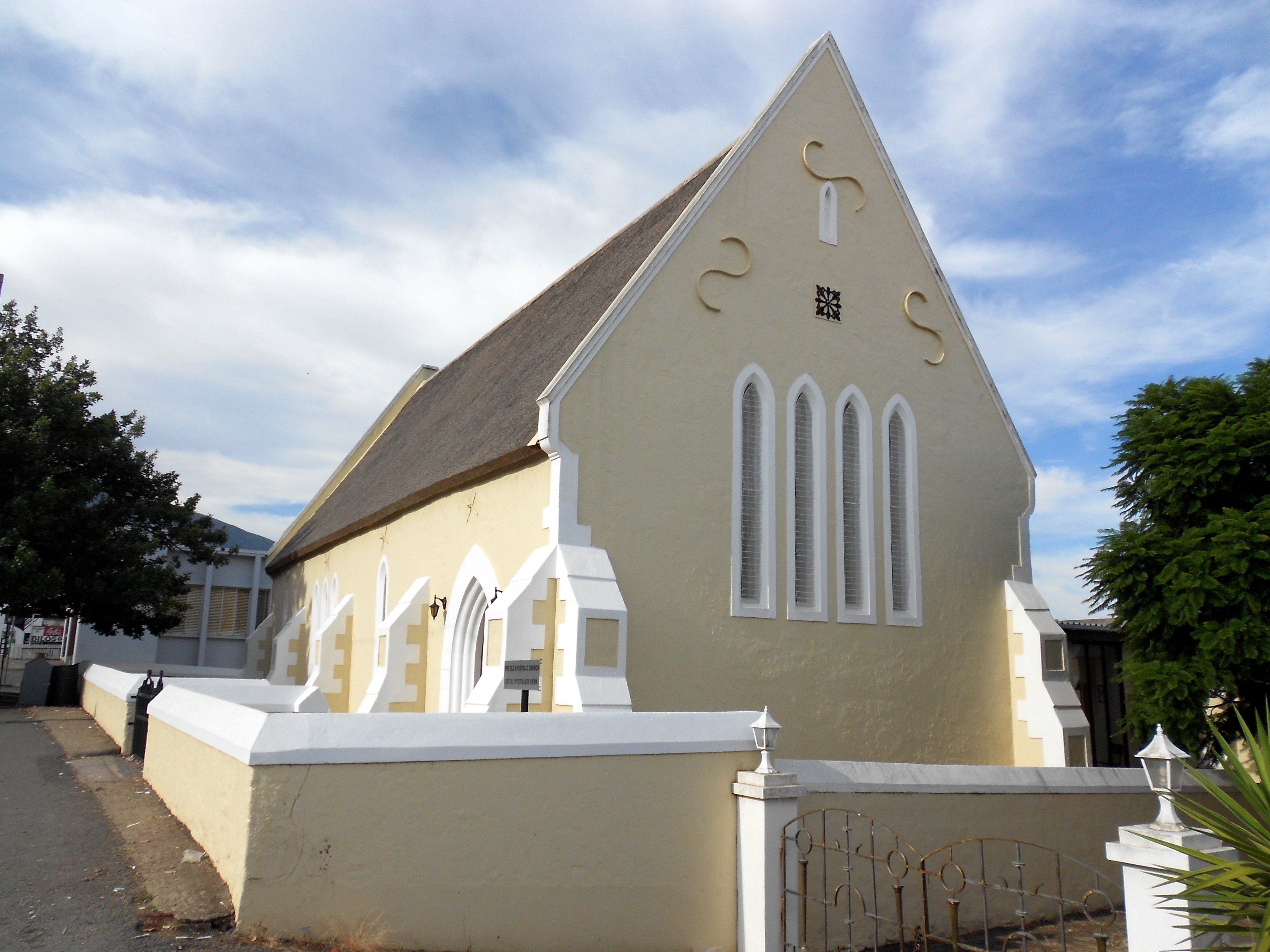
瑞倫丹 (Swellendam)，聖路加傳道會教堂（1869 年）
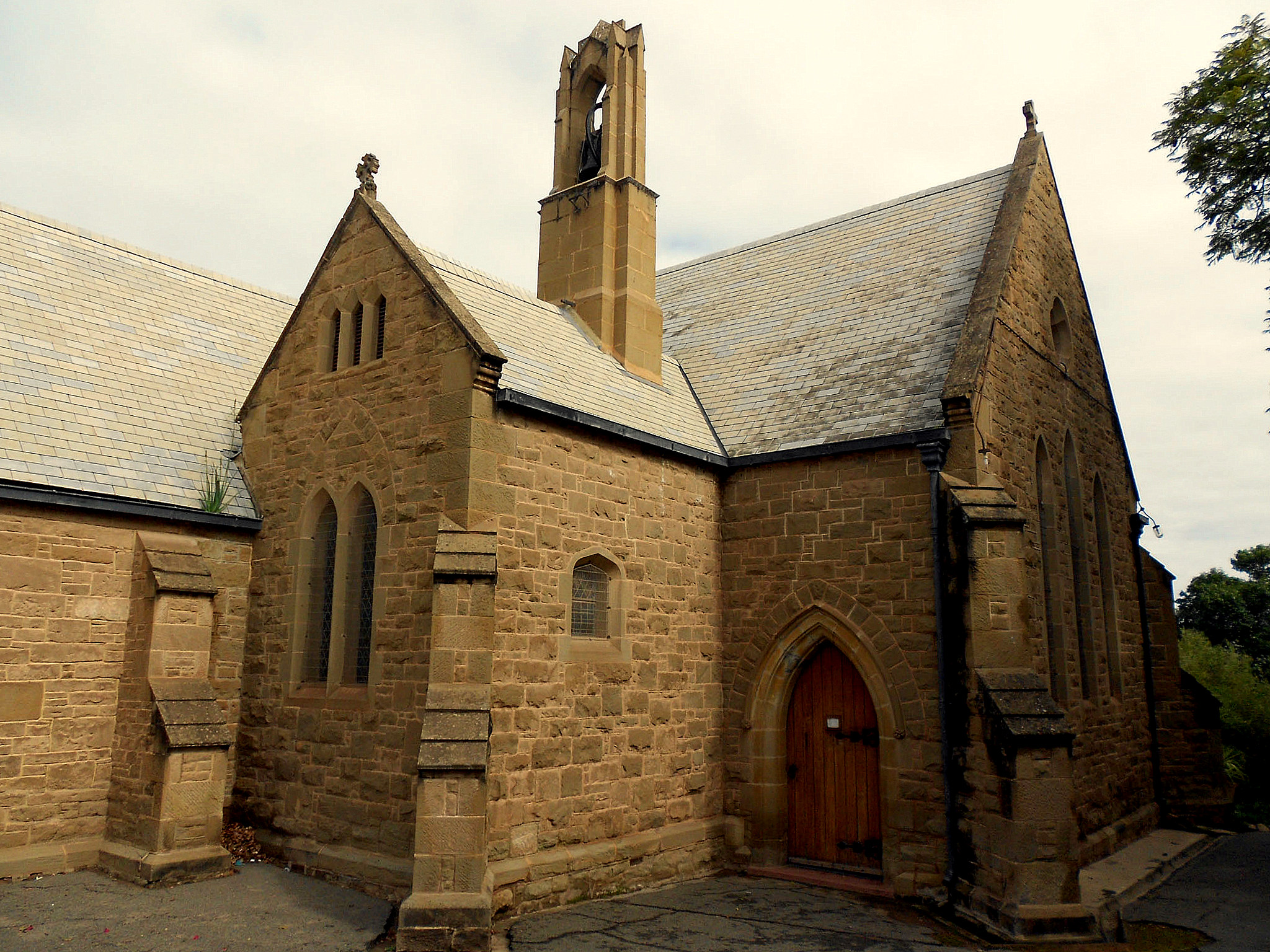
奧次胡恩 (Oudtshoorn)，聖猶大教堂（1860 年）
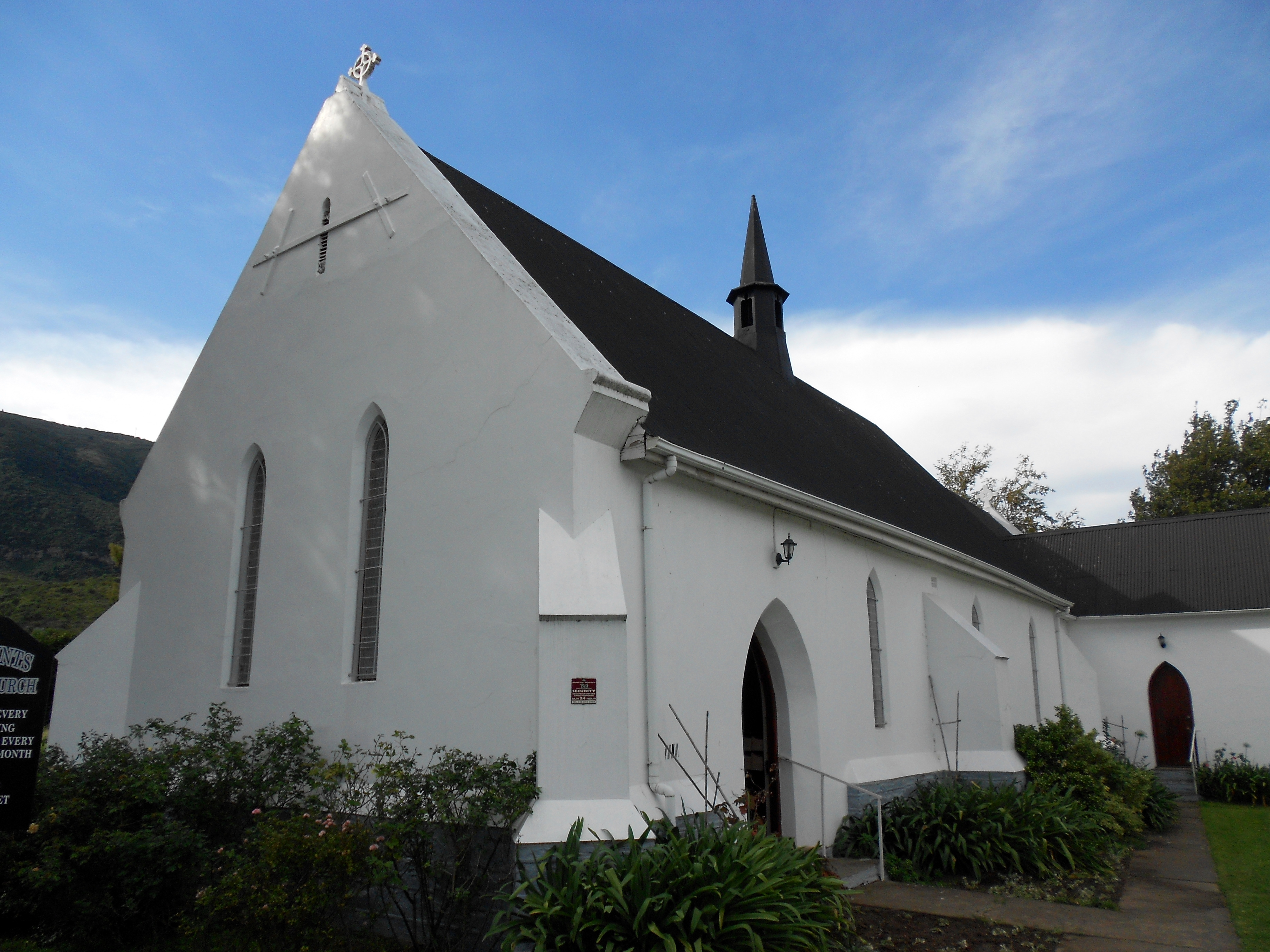
東薩莫賽特 (Somerset East)，諸聖堂（1854 年）
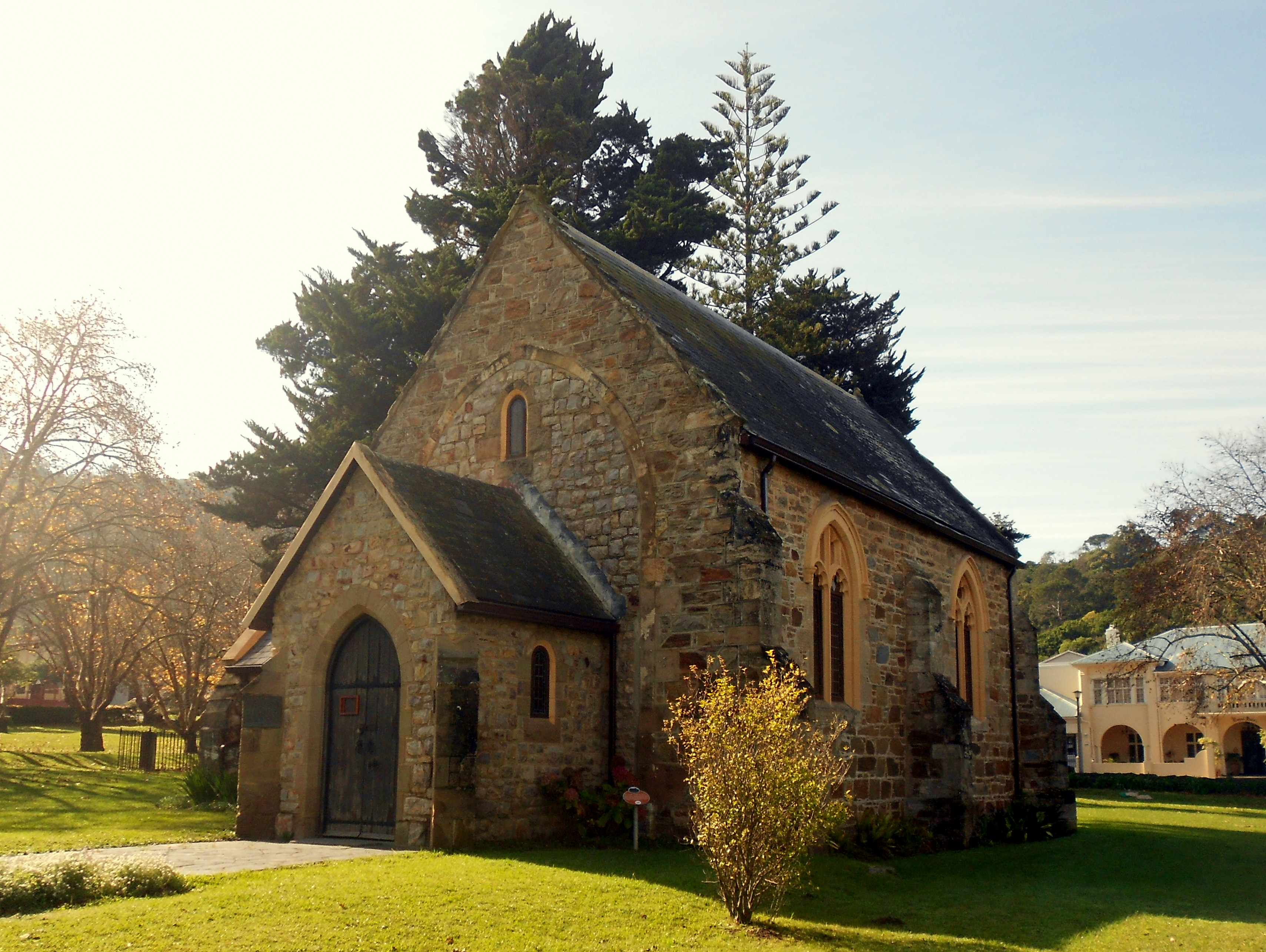
克尼斯納 (Knysna)，聖喬治教堂（1849 年）
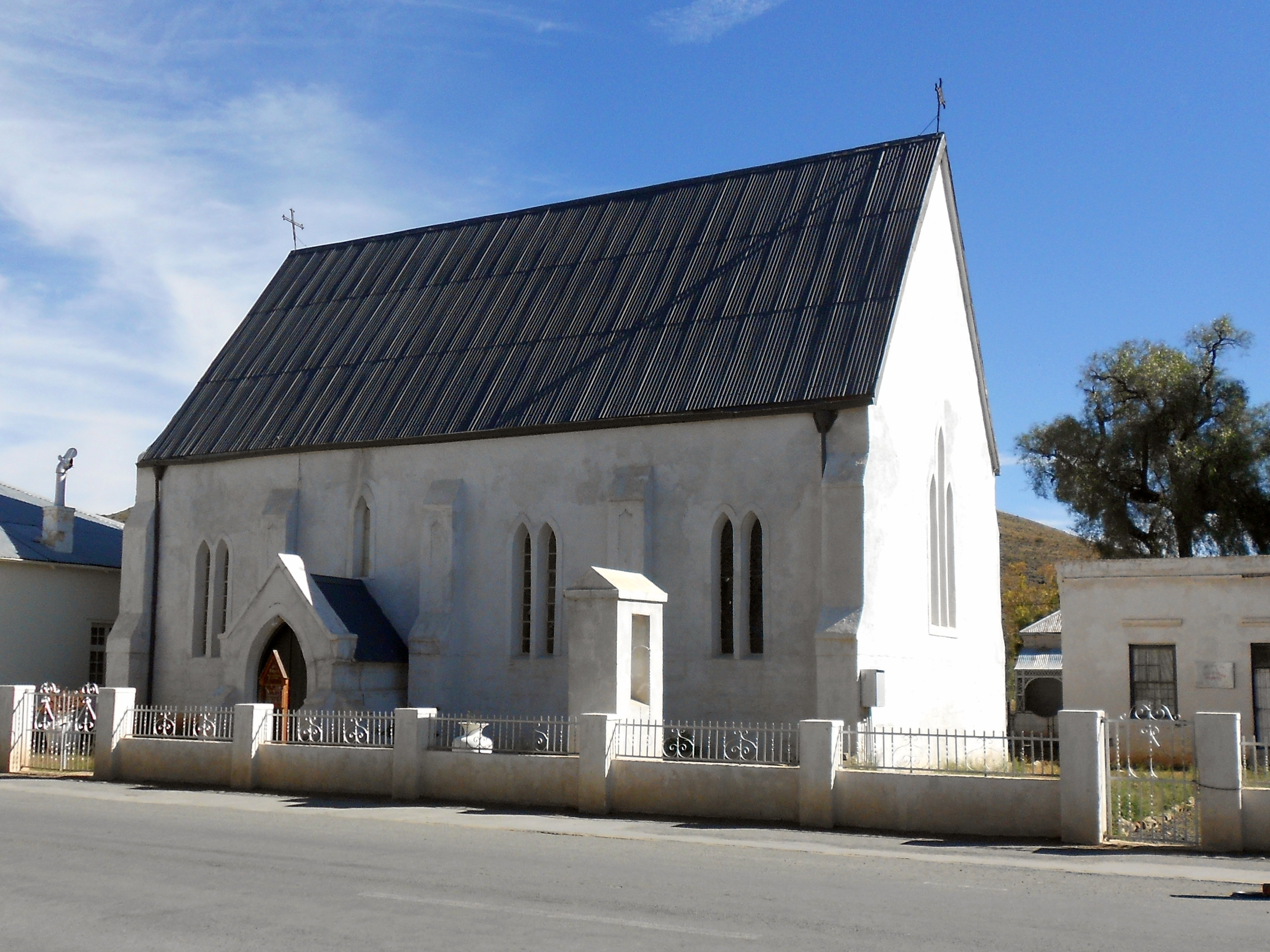
西維多利亞 (Victoria West)，聖約翰教堂（1869 年）
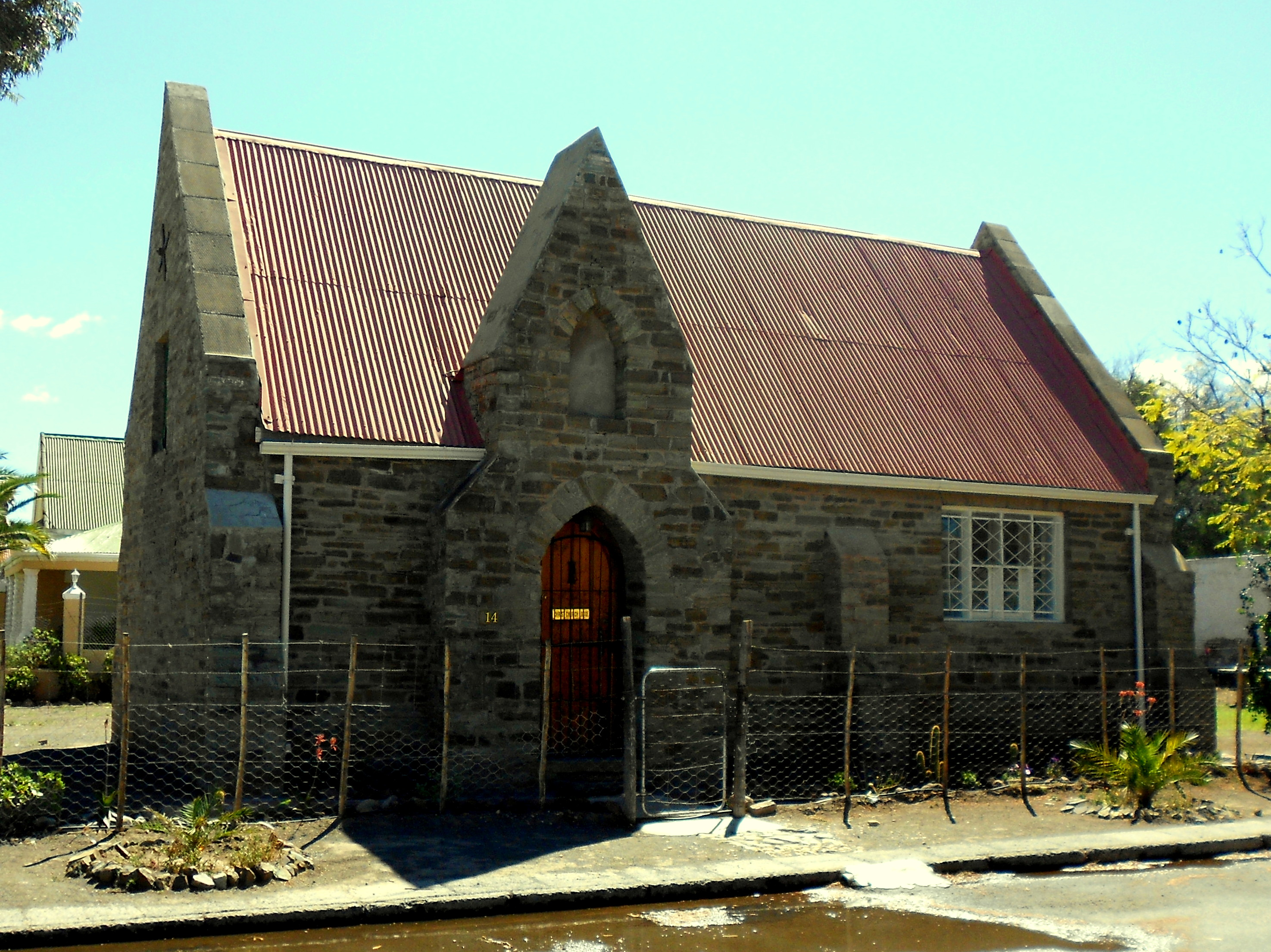
西波福 (Beaufort West)，學校禮拜堂（1849 年）
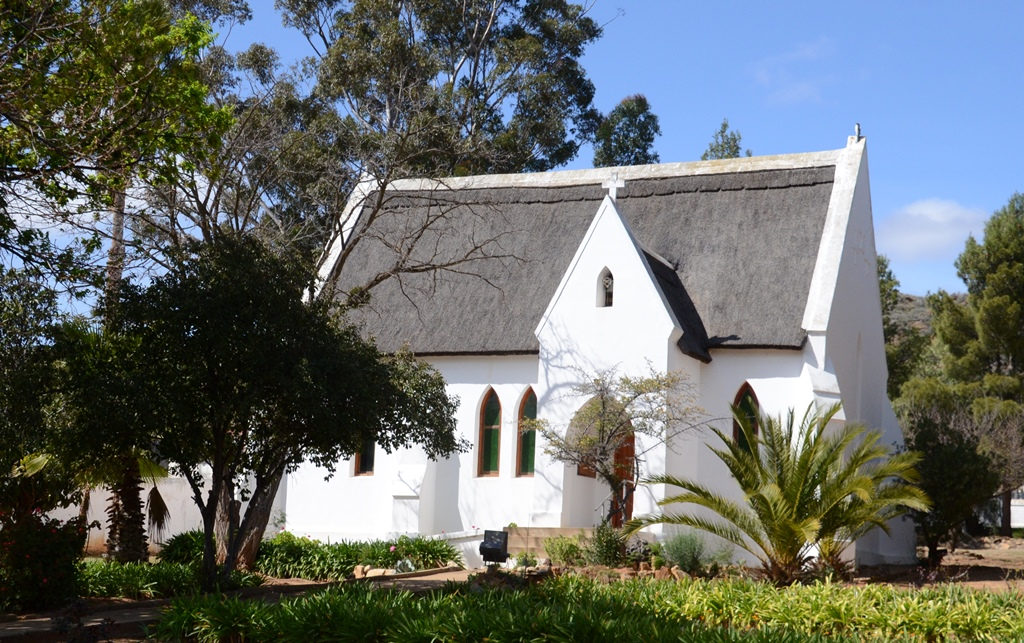
尤寧代爾 (Uniondale)，諸聖堂（1869 年）
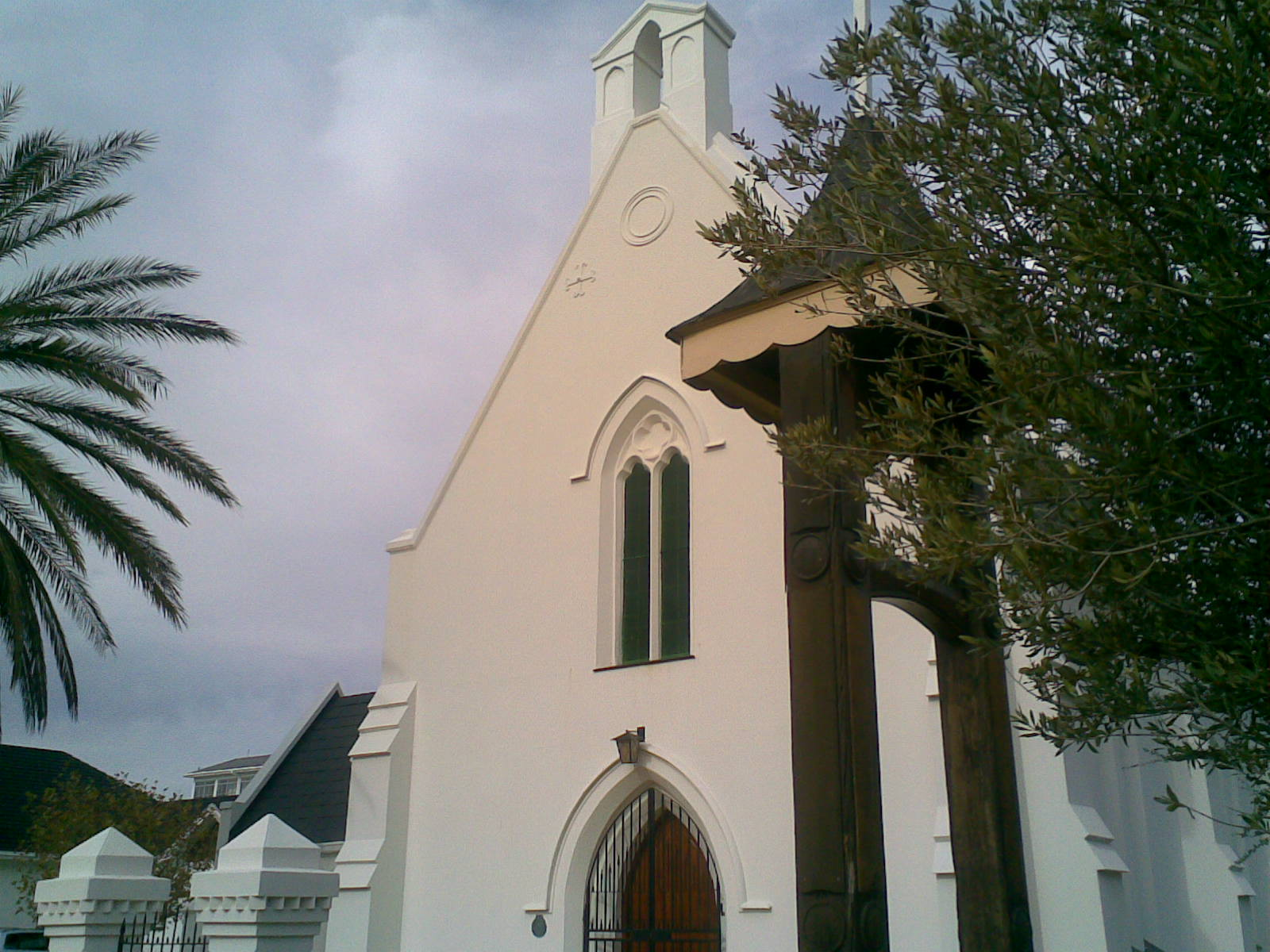
伍斯特 (Worcester)，聖雅各伯教堂（1852 年）

### 來源
- Day, E. Hermitage (1930). Robert Gray: First Bishop of Cape Town （页面存档备份，存于）.     London: S.P.C.K.
- Gutsche, Thelma (1970). The Bishop's Lady. H. Timmins.
- Martin, Desmond (2002). The churches of Bishop Robert     Gray & Mrs Sophia Gray : an historical and architectural review     (Ph.D.). UCT. hdl:11427/10637 （页面存档备份，存于）.
- Martin, Desmond (2005). The Bishop's Churches. Struik. ISBN 978-1-77007-155-1.
- Potgieter, D. J., ed. (1972). Standard Encyclopaedia of Southern Africa.     Vol. 5 For - Hun. Cape Town: Nasou. ISBN 978-0-625-00321-1.
- Radford, Dennis John Charles (1979). The architecture of     the Western Cape, 1838 1901. A study of the impact of Victorian aesthetics     and technology on South African architecture (Ph.D thesis). Johannesburg:     Dept of Arch. University     of the Witwatersrand. p. 207. hdl:10539/18096.

## 外部連結
英國國家肖像館中的蘇菲·格雷肖像 
1. ↑  St Paul's, Eerste River is closer to Faure
2. ↑  St Saviour's, Claremont was demolished in 1904.[1]
3. ↑  Christ Church, Swellendam was demolished and a new church built on the old foundations.[1]
4. ↑  St Paul's, North End was demolished in 1959.[1]
5. ↑  St Andrew's Chapel, Newlands is no longer in use as a church
6. ↑  Armstrong Memorial Chapel was demolished in 1950.[1]
7. ↑  Constantia Chapel was demolished in 1953[2]
8. ↑  St Mark's Chapel, District Six was demolished in the 1960s.[1]
9. ↑  St Augustine's Chapel has become an Afrikaans Protestant Church after the dissolution of the Anglican congregation.[3]
10. ↑  St Luke's Mission Church, Swellendam is now used by the Old Apostolic Church.[1]

1. 1 2 3 4 5 6
2. ↑  Martin 2002，第192頁.